# Marie-Jean Hérault de Séchelles
Marie-Jean Hérault de Séchelles (ur. 20 września 1759 w Paryżu, zm. 5 kwietnia 1794 w Paryżu) – polityk czasów rewolucji francuskiej, kordelier-dantonista.

## Młodość i wczesna działalność
Hérault de Séchelles urodził się w Paryżu w rodzinie o arystokratycznych korzeniach, która wśród swoich słynnych przodków miała m.in. prefekta paryskiej policji i ministra skarbu Francji. Takie pochodzenie ułatwiło mu uzyskanie - po ukończeniu studiów prawniczych – stanowiska w sądzie w Paryżu-Chatelet, gdzie pracował aż do wybuchu rewolucji. Hérault – który w czasie rewolucji przestał używać pełnego brzmienia nazwiska – brał udział w szturmie na Bastylię 14 lipca 1789 r. W 1791 r. został wybrany do Legislatywy, gdzie reprezentował skrzydło antymonarchistyczne. Był też wielkim zwolennikiem utworzenia Trybunału Rewolucyjnego i z radością powitał upadek monarchii w sierpniu 1792 r.

## Członek Konwentu
Hérault bez problemu uzyskał reelekcję parlamentarną i we wrześniu 1792 r. został członkiem Konwentu Narodowego. Od razu dołączył do stronnictwa "Górali" i został członkiem Komitetu Bezpieczeństwa Powszechnego. W połowie listopada 1792 r. uzyskał nominację na komisarza Konwentu w departamencie Mont-Blanc i przebywał tam z misją szerzenia idei rewolucyjnych przez dalsze kilka miesięcy. Z tego powodu nie uczestniczył w procesie Ludwika XVI ani w walce o władzę z żyrondystami. Hérault przewodniczył obradom Konwentu w dniu ostatecznego obalenia Żyrondy – kiedy sankiuloci i Gwardia Narodowa pod przywództwem Hanriota otoczyli Tuileries i zażądali aresztowania 22 żyrondystów (pod groźbą ostrzelania budynku), Hérault usiłował protestować przeciwko pogwałceniu zasad demokratycznego parlamentaryzmu. Ustąpił jednak, słysząc rozkaz rychtowania dział i pozwolił na osadzenie wskazanych deputowanych w areszcie domowym (za przyzwoleniem większości deputowanych w Konwencie). W czerwcu Hérault, współpracując m.in. z Saint-Justem, stworzył projekt nowej konstytucji francuskiej i zaprezentował go w parlamencie. Zaprezentowany akt został przyjęty w referendum, lecz nigdy nie wszedł w życie ze względu na trudną sytuację wewnętrzną Francji. W czasie generalnych zmian w składzie Komitetu Ocalenia Publicznego Hérault wszedł do niego w lipcu 1793 r.

## Upadek i śmierć
Jeszcze na przełomie lat 1793/1794 Hérault cieszył się pełnym zaufaniem Konwentu i został po raz drugi komisarzem, tym razem w Alzacji. Podejrzewany o oszustwa finansowe w czasie tej misji, a także skonfliktowany już wtedy z jakobińską częścią KOP, został po powrocie usunięty z Komitetu i aresztowany. W ostatnich dniach marca 1794 r. stanął przed Trybunałem Rewolucyjnym razem z innymi kordelierami. Również razem z nimi został skazany na śmierć i stracony 5 kwietnia 1794 r. w Paryżu.